# Cantá
Cantá är en kommun i Brasilien.   Den ligger i delstaten Roraima, i den norra delen av landet, 2 400 km nordväst om huvudstaden Brasília. Antalet invånare är 13 778.
Omgivningarna runt Cantá är huvudsakligen savann. Trakten runt Cantá är nära nog obefolkad, med mindre än två invånare per kvadratkilometer.